# Мико
Мико (яп. 巫女) ж., нескл. — служительницы синтоистских храмов в Японии. В современном синтоизме мико помогают в проведении храмовых обрядов и осуществлении брачных церемоний, исполняют ритуальные танцы, занимаются гаданиями-омикудзи и просто поддерживают чистоту и порядок в храмах. Только незамужние девушки могут служить в качестве мико. Иногда в качестве мико подрабатывают студентки, особенно во время мацури (храмовых праздников-фестивалей), которые порой растягиваются на несколько недель.
В древности мико вводили себя в транс исступлённой ритуальной пляской кагура (прообраз которой можно найти в мифе о том, как выманивали укрывшуюся в пещере богиню Солнца Аматэрасу-но Оомиками), чтобы она привлекла внимание ками (божества), который снисходил в тело шаманки. В таком состоянии мико совершали предсказания от имени богов, лечили болезни, давали советы политическим деятелям. Принято считать, что мико были девственницами, хотя доказательств тому нет. Скорее всего, девушки служили в храмах лишь до замужества, после которого оставляли службу и занимались семьёй.
С течением времени и приходом в синто даосских веяний из Китая, ритуальный танец «остепенился», стал более «цивилизованным». Ныне это строгое церемониальное действо, исполняемое под музыку фуэ (флейты) и кото (струнного щипкового инструмента). Ритм танцу задаётся постукиванием специальных дощечек сякубёси.
Точный перевод слову мико найти непросто. В Китае иероглифом 巫 (первый кандзи в японском слове мико) обозначали различных шаманок, колдуний, чародеек, целительниц. Это имело смысл для первоначальных занятий мико, но потом утратило такое значение, и в японском языке это слово уже не несёт мистического смысла и просто обозначает храмовую служительницу.
Традиционное одеяние мико состоит из белой рубахи с широкими рукавами (достигающая в длину обычно до пят), ярко-красных хакама и таби (высоких носков с отделённым большим пальцем).

## Мико в современных произведениях

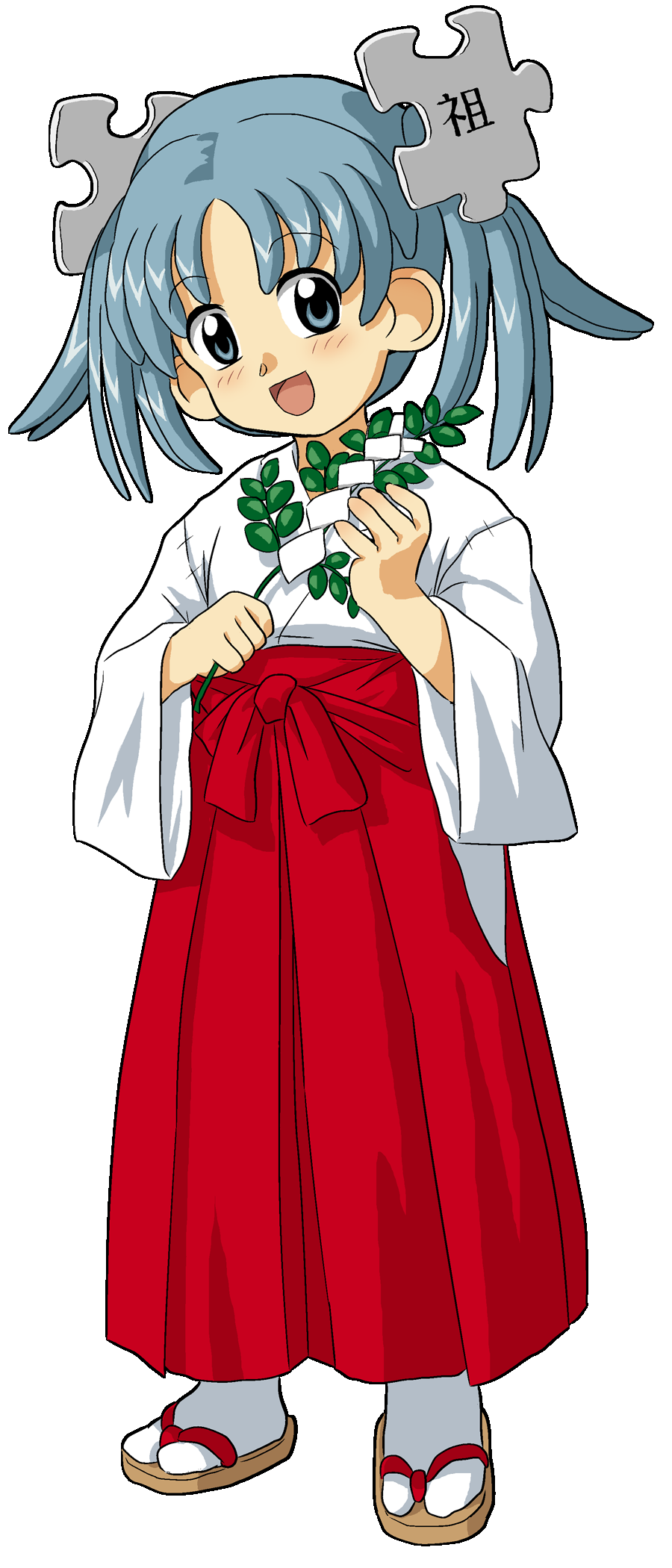
Википе-тан в образе мико

В литературе, манге и аниме, описывающих средневековую Японию, мико обычно изображаются героинями, защищающими людей от злых духов, демонов и призраков. В подобных историях мико обычно владеют каким-нибудь боевым искусством, как правило — с применением традиционного японского оружия (обычно — лука или меча), а также пользуются магией, чаще всего о-фуда.
Связанные с мико стереотипы привели к восприятию в японской массовой культуре христианских монахинь как некоего подобия мико. Монахини в книгах, фильмах, аниме и манге изображаются преимущественно молодыми и привлекательными; они могут служить при храме, помогая священнику; от них не требуется аскетической жизни или принятия обетов безбрачия.